# Platensina fukienica
Platensina fukienica är en tvåvingeart som beskrevs av Erich Martin Hering 1939. Platensina fukienica ingår i släktet Platensina och familjen borrflugor. Inga underarter finns listade i Catalogue of Life.